# Association Sportive Cheminots
El Association Sportive Cheminots o AS Cheminots es un equipo de fútbol de la República del Congo que juega en la Primera División del Congo, la liga de fútbol más importante del país.

## Historia
Fue fundado en el año 1942 en la ciudad de Pointe-Noire y han sido campeones de liga en una ocasión en 5 finales que han jugado, como el equipo que más finals ha perdido en la máxima categoría.
La edición que ganaron fue en el año 1995 luego de vencer en la final al Patronage Sainte Anne 1-0. También han ganado la Copa de Congo de Fútbol en dos ocasiones.
A nivel internacional han participado en 3 torneos continentales, en los cuales su mejor participación ha sido en la Recopa Africana 1983, en la cual fueron eliminados en la segunda ronda por el AS Vita Club de Zaire.

## Palmarés
- Primera División del Congo: 1

1995
- - Finalista: 5

1961, 1975, 1977-78, 1981-82, 1996
- Copa de Congo de Fútbol: 2

1982, 1984

## Participación en competiciones de la CAF
| Temporada | Torneo                            | Ronda      | Club           | Casa | Visita | Global |
| --------- | --------------------------------- | ---------- | -------------- | ---- | ------ | ------ |
| 1983      | Recopa Africana                   | 1          | 1º de Maio     | 2-0  | 2-3    | 4-3    |
| 1983      | Recopa Africana                   | 2          | AS Vita Club   | 1-2  | 0-2    | 1-4    |
| 1996      | Copa Africana de Clubes Campeones | Preliminar | Postel 2000 FC | 1-1  | 0-2    | 1-3    |
| 1997      | Copa CAF                          | 1          | Petro Atlético | 1-2  | 0-5    | 1-7    |